# Kapellplatz (Altötting)

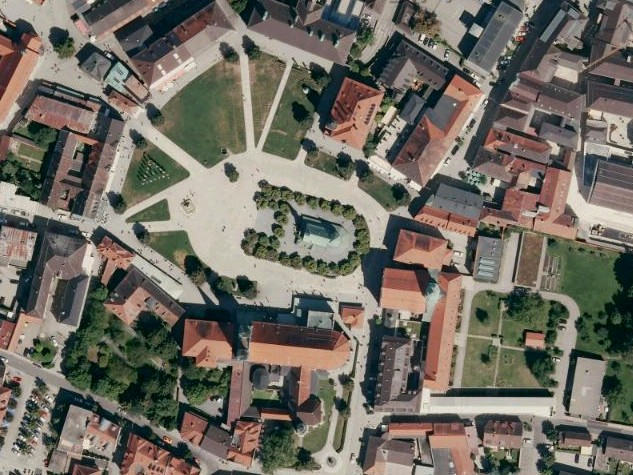
Kapellplatz in Altötting (Luftaufnahme)

Der Kapellplatz ist der städtebauliche und geistliche Mittelpunkt der oberbayerischen Kreisstadt Altötting.
Im Zentrum des polygonalen Platzes befindet sich die namengebende Gnadenkapelle mit der Schwarzen Madonna. Südseitig befindet sich die Stiftspfarrkirche mit anhängenden Kapellen. Die östliche Platzseite wird von der Jesuitenkirche und dem Kloster St. Magdalena mit dem Kongregationssaal bestimmt. Die nördliche Platzseite prägen das Rathaus, das Hotel zur Post und die Dekanei. An der Westseite befinden sich ehemalige Kanonikerhäuser.
Zusammen mit den Wallfahrtsläden und zwei freistehenden Brunnen steht der Kapellplatz als Ensemble unter Denkmalschutz.
Er ist seit dem Mittelalter Ziel der römisch-katholischen Wallfahrt. Am 19. November 1980 feierte Papst Johannes Paul II. auf dem Platz vor 60.000 Gläubigen einen Gottesdienst.
Am 11. September 2006 zelebrierte Papst Benedikt XVI. anlässlich seiner ersten offiziellen Reise nach Bayern vor zehntausenden Gläubigen ebendort eine Messe.